# San Nicolás Cuchipitio
San Nicolás Cuchipitio är en ort i Mexiko.   Den ligger i kommunen Hidalgo och delstaten Michoacán de Ocampo, i den södra delen av landet, 160 km väster om huvudstaden Mexico City. San Nicolás Cuchipitio ligger 2 198 meter över havet och antalet invånare är 227.
Terrängen runt San Nicolás Cuchipitio är huvudsakligen kuperad. San Nicolás Cuchipitio ligger nere i en dal. Runt San Nicolás Cuchipitio är det ganska tätbefolkat, med 90 invånare per kvadratkilometer. Närmaste större samhälle är Ciudad Hidalgo, 13,0 km öster om San Nicolás Cuchipitio. I omgivningarna runt San Nicolás Cuchipitio växer huvudsakligen savannskog.